# Сподня Хайдина
Сподня Хайдина (словен. Spodnja Hajdina) — поселення в общині Хайдина, Подравський регіон‎, Словенія.